# 2012: Supernova
2012: Supernova è un film del 2009 diretto da Anthony Fankhauser. È un film di fantascienza catastrofico apocalittico statunitense  prodotto da The Asylum, società specializzata nelle produzioni di film a basso costo per il circuito direct-to-video.

## Trama
Quando una supernova minaccia di distruggere la Terra, un astrofisico, nel disperato tentativo di proteggerla, mette in atto un piano pericoloso.

## Produzione
Il budget del film fu di circa 200 000 dollari.

## Edizione italiana
L'edizione italiana è stata curata dalla Tecnofilm e la sonorizzazione è avvenuta presso la Fonoroma. I dialoghi italiani sono stati scritti da Ilaria Giorgino, mentre la direzione del doppiaggio è stata affidata ad Alessandro Perrella con Valentina Rosso come assistente. La sincronizzazione è stata curata da Davide De Luca.

## Sequel
Il film fa parte di una trilogia composta anche da 2012: Doomsday e 2012: Ice Age.